# Elachista pollutella
Espèce
Elachista pollutella est une espèce de papillons nocturnes de la famille des Elachistidae.

## Présentation
On trouve ce papillon de la France et de la Belgique à l'Ukraine et de l'Allemagne à l'Italie, la Hongrie et la Roumanie. Il est également signalé en Grèce, dans le Sud de la Russie européenne et en Crimée, en Sibérie et en Mongolie.
Son envergure est de 11 à 13 mm.
Les larves se nourrissent d’Elymus hispidus. Elles creusent les feuilles de leur plante hôte.

## Classification
Le nom valide complet (avec auteur) de ce taxon est Elachista pollutella Duponchel, 1844.